# Listă de filme americane din 1927
Aceasta este o listă de filme americane din 1927:

## A
| Titlu                    | Regizor(i)          | Actori                                        | Gen        | Note                                      |
| ------------------------ | ------------------- | --------------------------------------------- | ---------- | ----------------------------------------- |
| 7th Heaven               | Frank Borzage       | Janet Gaynor, Charles Farrell                 | War        | Fox Film. 5 nominalizări la Premiul Oscar |
| Adam and Evil            | Robert Z. Leonard   | Lew Cody, Aileen Pringle                      | Comedie    | MGM                                       |
| Aflame in the Sky        | J. P. McGowan       | Sharon Lynn, Jack Luden                       | Adventure  | FBO                                       |
| Afraid to Love           | Edward H. Griffith  | Florence Vidor, Clive Brook, Norman Trevor    | Comedie    | Paramount                                 |
| After Midnight           | Monta Bell          | Norma Shearer, Lawrence Gray                  | Dramatic   | MGM                                       |
| Ain't Love Funny?        | Del Andrews         | Alberta Vaughn, Syd Crossley                  | Comedie    | FBO                                       |
| Alias the Lone Wolf      | Edward H. Griffith  | Bert Lytell, Lois Wilson                      | Crime      | Columbia                                  |
| All Aboard               | Charles Hines       | Johnny Hines, Edna Murphy                     | Comedie    | First National                            |
| Almost Human             | Frank Urson         | Vera Reynolds, Kenneth Thomson, Majel Coleman | Dramatic   | Pathé Exchange                            |
| Altars of Desire         | Christy Cabanne     | Mae Murray, Conway Tearle                     | Dramatic   | MGM                                       |
| American Beauty          | Richard Wallace     | Billie Dove, Lloyd Hughes, Walter McGrail     | Comedie    | First National                            |
| The Angel of Broadway    | Lois Weber          | Leatrice Joy, Victor Varconi, May Robson      | Dramatic   | Pathé Exchange                            |
| An Affair of the Follies | Millard Webb        | Lewis Stone, Billie Dove, Lloyd Hughes        | Dramatic   | First National                            |
| Ankles Preferred         | John G. Blystone    | Madge Bellamy, Lawrence Gray                  | Comedie    | Fox Film                                  |
| Annie Laurie             | John S. Robertson   | Lillian Gish, Norman Kerry, Creighton Hale    | Historical | MGM                                       |
| Arizona Bound            | John Waters         | Gary Cooper, El Brendel                       | Western    | Paramount                                 |
| Arizona Nights           | Lloyd Ingraham      | Fred Thomson, Nora Lane                       | Western    | FBO                                       |
| The Arizona Whirlwind    | William James Craft | Bill Cody, David Dunbar                       | Western    | Pathé Exchange                            |
| The Arizona Wildcat      | Roy William Neill   | Tom Mix, Dorothy Sebastian                    | Western    | Fox Film                                  |
| The Auctioneer           | Alfred E. Green     | George Sidney, Marian Nixon                   | Comedie    | Fox Film                                  |
| Avenging Fangs           | Ernest Van Pelt     | Kenneth MacDonald, Helen Lynch                | Action     | Chesterfield                              |

## B
| Titlu                     | Regizor(i)          | Actori                                               | Gen            | Note           |
| ------------------------- | ------------------- | ---------------------------------------------------- | -------------- | -------------- |
| Babe Comes Home           | Ted Wilde           | Babe Ruth, Anna Q. Nilsson, Louise Fazenda           | Sports         | First National |
| The Bachelor's Baby       | Frank R. Strayer    | Helene Chadwick, Harry Myers                         | Comedie        | Columbia       |
| Back to God's Country     | Irvin Willat        | Renée Adorée, Robert Frazer                          | Adventure      | Universal      |
| Back to Liberty           | Bernard McEveety    | George Walsh, Edmund Breese                          | Crime          | Independent    |
| Backstage                 | Phil Goldstone      | William Collier Jr., Barbara Bedford, Alberta Vaughn | Comedie        | Tiffany        |
| The Bandit's Son          | Wallace Fox         | Bob Steele, Thomas G. Lingham                        | Western        | FBO            |
| Barbed Wire               | Rowland V. Lee      | Pola Negri, Clive Brook                              | Dramatic       | Paramount      |
| The Beauty Shoppers       | Louis J. Gasnier    | Mae Busch, Doris Hill                                | Comedie        | Tiffany        |
| Becky                     | John P. McCarthy    | Owen Moore, Sally O'Neil                             | Comedie        | MGM            |
| The Beloved Rogue         | Alan Crosland       | John Barrymore, Marceline Day, Conrad Veidt          | Swashbuckler   | United Artists |
| Between Dangers           | Richard Thorpe      | Buddy Roosevelt, Alma Rayford                        | Action         | Pathé Exchange |
| Beware of Widows          | Wesley Ruggles      | Laura La Plante, Bryant Washburn                     | Comedie        | Universal      |
| Birds of Prey             | William James Craft | Priscilla Dean, Gustav von Seyffertitz               | Crime          | Columbia       |
| Bitter Apples             | Harry O. Hoyt       | Monte Blue, Myrna Loy                                | Dramatic       | Warner Bros.   |
| The Black Diamond Express | Howard Bretherton   | Monte Blue, Edna Murphy                              | Dramatic       | Warner Bros.   |
| Black Jack                | Orville O. Dull     | Buck Jones, Barbara Bennett                          | Western        | Fox Film       |
| Blazing Days              | William Wyler       | Fred Humes, Ena Gregory                              | Western        | Universal      |
| Blind Alleys              | Blind Alleys        | Thomas Meighan, Evelyn Brent, Greta Nissen           | Dramatic       | Paramount      |
| Blonde or Brunette        | Richard Rosson      | Adolphe Menjou, Greta Nissen, Arlette Marchal        | Comedie        | Paramount      |
| Blondes by Choice         | Hampton Del Ruth    | Claire Windsor, Bess Flowers                         | Comedie        | Independent    |
| The Blood Ship            | George B. Seitz     | Hobart Bosworth, Jacqueline Logan, Richard Arlen     | Dramatic       | Columbia       |
| Blood Will Tell           | Ray Flynn           | Buck Jones, Katherine Perry                          | Western        | Fox Film       |
| Body and Soul             | Reginald Barker     | Aileen Pringle, Norman Kerry, Lionel Barrymore       | Dramatic       | MGM            |
| Border Blackbirds         | Leo D. Maloney      | Leo D. Maloney, Eugenia Gilbert, Nelson McDowell     | Western        | Pathé Exchange |
| The Border Cavalier       | William Wyler       | Fred Humes, Evelyn Pierce                            | Western        | Universal      |
| Born to Battle            | Alan James          | Bill Cody, Barbara Luddy                             | Western        | Pathé Exchange |
| A Boy of the Streets      | Charles J. Hunt     | Johnnie Walker, Betty Francisco                      | Dramatic       | Rayart         |
| The Boy Rider             | Louis King          | Buzz Barton, Sam Nelson                              | Western        | FBO            |
| Brass Knuckles            | Lloyd Bacon         | Monte Blue, Betty Bronson                            | Crime Dramatic | Warner Bros.   |
| Breakfast at Sunrise      | Malcolm St. Clair   | Constance Talmadge, Alice White                      | Comedie        | First National |
| Breed of Courage          | Howard M. Mitchell  | Sam Nelson, Jean Fenwick                             | Dramatic       | FBO            |
| Broadway After Midnight   | Fred Windemere      | Matthew Betz, Priscilla Bonner, Cullen Landis        | Crime          | Independent    |
| The Broadway Drifter      | Bernard McEveety    | George Walsh, Arthur Donaldson                       | Dramatic       | Independent    |
| Broadway Madness          | Burton L. King      | Marguerite De La Motte, Donald Keith                 | Dramatic       | Independent    |
| Broadway Nights           | Joseph Boyle        | Lois Wilson, Sam Hardy, June Collyer                 | Dramatic       | First National |
| The Broken Gate           | James C. McKay      | Dorothy Phillips, William Collier Jr., Jean Arthur   | Dramatic       | Tiffany        |
| The Broncho Buster        | Ernst Laemmle       | Fred Humes, Gloria Grey                              | Western        | Universal      |
| The Broncho Twister       | Orville O. Dull     | Tom Mix, Helene Costello, Nancy Drexel               | Western        | Fox Film       |
| The Brute                 | Irving Cummings     | Monte Blue, Leila Hyams, Clyde Cook                  | Western        | Warner Bros.   |
| The Bugle Call            | Edward Sedgwick     | Jackie Coogan, Claire Windsor, Herbert Rawlinson     | Dramatic       | MGM            |
| Bulldog Pluck             | Jack Nelson         | Bob Custer, Viora Daniel                             | Western        | FBO            |
| Burning Gold              | John W. Noble       | Herbert Rawlinson, Shirley Palmer                    | Dramatic       | Independent    |
| Burnt Fingers             | Maurice S. Campbell | Eileen Percy, Edna Murphy                            | Mystery        | Pathé Exchange |
| The Bush Leaguer          | Howard Bretherton   | Monte Blue, Clyde Cook, Leila Hyams                  | Comedie        | Warner Bros.   |
| Buttons                   | George W. Hill      | Jackie Coogan, Lars Hanson, Gertrude Olmstead        | Dramatic       | MGM            |
| By Whose Hand?            | Walter Lang         | Ricardo Cortez, Eugenia Gilbert                      | Crime          | Columbia       |

## C
| Titlu                               | Regizor(i)                            | Actori                                                   | Gen                      | Note                                       |
| ----------------------------------- | ------------------------------------- | -------------------------------------------------------- | ------------------------ | ------------------------------------------ |
| Cabaret                             | Robert G. Vignola                     | Gilda Gray, Tom Moore                                    | Crime                    | Paramount                                  |
| Cactus Trails                       | Scott Pembroke                        | Bob Custer, Lew Meehan                                   | Western                  | FBO                                        |
| California                          | W. S. Van Dyke                        | Tim McCoy, Dorothy Sebastian                             | Western                  | MGM                                        |
| California or Bust                  | Phil Rosen                            | George O'Hara, Helen Foster                              | Comedie                  | FBO                                        |
| The Callahans and the Murphy        | George W. Hill                        | Marie Dressler, Polly Moran, Lawrence Gray               | Comedie                  | MGM                                        |
| The Cancelled Debt                  | Phil Rosen                            | Rex Lease, Charlotte Stevens                             | Comedie                  | Independent                                |
| Captain Salvation                   | John S. Robertson                     | Lars Hanson, Marceline Day, Pauline Starke               | Drama                    | MGM                                        |
| Casey at the Bat                    | Monte Brice                           | Wallace Beery, Ford Sterling, Zasu Pitts                 | Sports Comedie           | Paramount                                  |
| Casey Jones                         | Charles J. Hunt                       | Ralph Lewis, Kate Price, Al St. John                     | Action                   | Rayart                                     |
| The Cat and the Canary              | Paul Leni                             | Laura La Plante, Forrest Stanley, Creighton Hale         | Comedie, Horror, Mystery | Universal                                  |
| Chain Lightning                     | Lambert Hillyer                       | Buck Jones, Diane Ellis                                  | Western                  | Fox Film                                   |
| Chang: A Dramatic of the Wilderness | Merian Cooper și Ernest B. Schoedsack | Kru, Chantui, Nah, Ladah, Bimbo                          | Semi-staged documentary  | Paramount. 1 nominalizare la Premiul Oscar |
| Cheaters                            | Oscar Apfel                           | Pat O'Malley, Helen Ferguson, George Hackathorne         | Dramatic                 | Tiffany                                    |
| Cheating Cheaters                   | Edward Laemmle                        | Betty Compson, Kenneth Harlan                            | Comedie                  | Universal                                  |
| The Cherokee Kid                    | Robert De Lacey                       | Tom Tyler, Sharon Lynn                                   | Western                  | FBO                                        |
| Chicago                             | Cecil B. DeMille                      | Phyllis Haver, Victor Varconi, Julia Faye                | Comedie Dramatic         | Pathé Exchange                             |
| Children of Divorce                 | Frank Lloyd                           | Clara Bow, Esther Ralston, Gary Cooper                   | Dramatic                 | Paramount                                  |
| The Chinese Parrot                  | Paul Leni                             | Marian Nixon, Florence Turner                            | Mystery                  | Universal                                  |
| The Circus Ace                      | Benjamin Stoloff                      | Tom Mix, Natalie Joyce                                   | Western                  | Fox Film                                   |
| The City Gone Wild                  | James Cruze                           | Thomas Meighan, Louise Brooks                            | Crime                    | Paramount                                  |
| City of Shadows                     | J. P. McGowan                         | Sharon Lynn, Jack Luden                                  | Crime                    | FBO                                        |
| Clancy's Kosher Wedding             | Arvid E. Gillstrom                    | George Sidney, Mary Gordon                               | Comedie                  | FBO                                        |
| The Claw                            | Sidney Olcott                         | Norman Kerry, Claire Windsor                             | Dramatic                 | Universal                                  |
| The Climbers                        | Paul L. Stein                         | Irene Rich, Clyde Cook, Florence Fair                    | Dramatic                 | Warner Bros.                               |
| Closed Gates                        | Phil Rosen                            | Johnny Harron, Jane Novak, Lucy Beaumont                 | Dramatic                 | Independent                                |
| The Clown                           | William James Craft                   | Dorothy Revier, Johnnie Walker                           | Crime                    | Columbia                                   |
| Code of the Cow Country             | Oscar Apfel                           | Buddy Roosevelt, Elsa Benham                             | Western                  | Pathé Exchange                             |
| Code of the Range                   | Bennett Cohen, Morris R. Schlank      | Jack Perrin, Nelson McDowell, Pauline Curley             | Western                  | Rayart                                     |
| Colleen                             | Frank O'Connor                        | Madge Bellamy, Charles Morton                            | Comedie                  | Fox Film                                   |
| College                             | James W. Horne                        | Buster Keaton, Anne Cornwall                             | Romantic Comedie         | United Artists                             |
| The College Hero                    | Walter Lang                           | Pauline Garon, Ben Turpin, Robert Agnew                  | Romantic Comedie         | Columbia                                   |
| The College Widow                   | Archie Mayo                           | Dolores Costello, William Collier Jr., Anders Randolf    | Comedie                  | Warner Bros.                               |
| Combat                              | Albert Hiatt                          | George Walsh, Claire Adams, Gladys Hulette               | Adventure                | Pathé Exchange                             |
| Come to My House                    | Alfred E. Green                       | Olive Borden, Antonio Moreno                             | Dramatic                 | Fox Film                                   |
| Convoy                              | Lothar Mendes                         | Lowell Sherman, Dorothy Mackaill, William Collier Jr.    | Dramatic                 | First National                             |
| The Country Doctor                  | Rupert Julian                         | Rudolph Schildkraut, Virginia Bradford, Gladys Brockwell | Dramatic                 | Pathé Exchange                             |
| The Coward                          | Alfred Raboch                         | Warner Baxter, Sharon Lynn                               | Dramatic                 | FBO                                        |
| Cradle Snatchers                    | Howard Hawks                          | Louise Fazenda, Ethel Wales                              | Dramatic                 | Fox Film                                   |
| The Cruel Truth                     | Phil Rosen                            | Hedda Hopper, Constance Howard                           | Dramatic                 | Independent                                |
| The Cruise of the Hellion           | Duke Worne                            | Donald Keith, Edna Murphy, Tom Santschi                  | Dramatic                 | Rayart                                     |
| The Crystal Cup                     | John Francis Dillon                   | Dorothy Mackaill, Rockliffe Fellowes, Jack Mulhall       | Dramatic                 | First National                             |
| The Cyclone Cowboy                  | Richard Thorpe                        | Hal Taliaferro, George Magrill                           | Western                  | Pathé Exchange                             |
| Cyclone of the Range                | Robert De Lacey                       | Tom Tyler, Elsie Tarron                                  | Western                  | FBO                                        |

## D
| Titlu                  | Regizor(i)        | Actori                                       | Gen              | Note                                                            |
| ---------------------- | ----------------- | -------------------------------------------- | ---------------- | --------------------------------------------------------------- |
| Dance Magic            | Victor Halperin   | Pauline Starke, Ben Lyon, Isobel Elsom       | Dramatic         | First National                                                  |
| Daring Deeds           | Duke Worne        | Billy Sullivan, Molly Malone                 | Comedie          | Rayart                                                          |
| Dearie                 | Archie Mayo       | Irene Rich, William Collier Jr., Edna Murphy | Dramatic         | Warner Bros.                                                    |
| The Demi-Bride         | Robert Z. Leonard | Norma Shearer, Lew Cody, Carmel Myers        | Dramatic         | MGM                                                             |
| The Denver Dude        | B. Reeves Eason   | Hoot Gibson, Blanche Mehaffey, Robert McKim  | Western          | Universal                                                       |
| Desert Dust            | William Wyler     | Ted Wells, Lotus Thompson                    | Western          | Universal                                                       |
| The Desert of the Lost | Richard Thorpe    | Hal Taliaferro, Peggy Montgomery             | Western          | Pathé Exchange                                                  |
| The Desert Pirate      | James Dugan       | Tom Tyler, Frankie Darro                     | Western          | FBO                                                             |
| The Desired Woman      | Michael Curtiz    | Irene Rich, William Russell                  | Dramatic         | Warner Bros.                                                    |
| The Devil Dancer       | Fred Niblo        | Gilda Gray, Clive Brook, Anna May Wong       | Romance          | United Artists. United Artists. 1 nominalizare la Premiul Oscar |
| The Devil's Saddle     | Albert S. Rogell  | Ken Maynard, Kathleen Collins, Francis Ford  | Western          | First National                                                  |
| The Devil's Twin       | Leo D. Maloney    | Leo D. Maloney, Josephine Hill               | Western          | Pathé Exchange                                                  |
| A Dog of the Regiment  | D. Ross Lederman  | Dorothy Gulliver, Rin Tin Tin                | Dramatic         | Warner Bros.                                                    |
| Don Desperado          | Leo D. Maloney    | Leo D. Maloney, Eugenia Gilbert              | Western          | Pathé Exchange                                                  |
| Don Mike               | Lloyd Ingraham    | Fred Thomson, Ruth Clifford                  | Romance          | FBO                                                             |
| Don't Tell the Wife    | Paul L. Stein     | Irene Rich, Huntley Gordon, Lilyan Tashman   | Romantic Comedie | Warner Bros.                                                    |
| The Dove               | Roland West       | Norma Talmadge, Noah Beery, Gilbert Roland   | Romance          | United Artists. 1 nominalizare la Premiul Oscar                 |
| Down the Stretch       | King Baggot       | Robert Agnew, Marian Nixon                   | Dramatic         | Universal                                                       |
| Dress Parade           | Donald Crisp      | William Boyd, Bessie Love                    | Romance          | Pathé Exchange                                                  |
| The Drop Kick          | Millard Webb      | Richard Barthelmess, Barbara Kent            | Dramatic         | First National                                                  |
| Drums of the Desert    | John Waters       | Warner Baxter, Marietta Millner              | Western          | Paramount                                                       |

## E
| Titlu                | Regizor(i)         | Actori                                            | Gen      | Note           |
| -------------------- | ------------------ | ------------------------------------------------- | -------- | -------------- |
| East Side, West Side | Allan Dwan         | George O'Brien, Virginia Valli                    | Dramatic | Fox Film       |
| Easy Pickings        | George Archainbaud | Anna Q. Nilsson, Kenneth Harlan, Philo McCullough | Mystery  | First National |
| The Enchanted Island | William G. Crosby  | Henry B. Walthall, Charlotte Stevens              | Dramatic | Tiffany        |
| Enemies of Society   | Ralph Ince         | Conway Tearle, Margaret Morris                    | Silent   | FBO            |
| The Enemy            | Fred Niblo         | Lillian Gish, Ralph Forbes                        | Dramatic | MGM            |
| Evening Clothes      | Luther Reed        | Adolphe Menjou, Virginia Valli, Louise Brooks     | Comedie  | Paramount      |
| Eyes of the Totem    | W. S. Van Dyke     | Wanda Hawley, Tom Santschi, Anne Cornwall         | Dramatic | Pathé Exchange |

## F
| Titlu                  | Regizor(i)           | Actori                                                  | Gen              | Note           |
| ---------------------- | -------------------- | ------------------------------------------------------- | ---------------- | -------------- |
| Face Value             | Robert Florey        | Fritzi Ridgeway, Jack Mower                             | Dramatic         | Independent    |
| The Fair Co-Ed         | Sam Wood             | Marion Davies, Johnny Mack Brown, Jane Winton           | Comedie          | MGM            |
| Fangs of Destiny       | Stuart Paton         | Edmund Cobb, George Periolat                            | Western          | Universal      |
| Fashions for Women     | Dorothy Arzner       | Esther Ralston, Raymond Hatton, Einar Hanson            | Dramatic         | Paramount      |
| Fast and Furious       | Melville W. Brown    | Reginald Denny, Barbara Worth                           | Comedie          | Universal      |
| The Fightin' Comeback  | Tenny Wright         | Buddy Roosevelt, Clara Horton                           | Western          | Pathé Exchange |
| The Fighting Eagle     | Donald Crisp         | Rod La Rocque, Phyllis Haver                            | Adventure        | Pathé Exchange |
| The Fighting Hombre    | Jack Nelson          | Bob Custer, David Dunbar                                | Western          | FBO            |
| Fighting Love          | Nils Olaf Chrisander | Jetta Goudal, Victor Varconi, Henry B. Walthall         | Dramatic         | PDC            |
| The Fighting Three     | Albert S. Rogell     | Jack Hoxie, Olive Hasbrouck, Marin Sais                 | Western          | Universal      |
| Figures Don't Lie      | A. Edward Sutherland | Esther Ralston, Richard Arlen, Ford Sterling            | Comedie          | Paramount      |
| The Final Extra        | James P. Hogan       | Marguerite De La Motte, Grant Withers, John Miljan      | Crime            | Independent    |
| Finger Prints          | Lloyd Bacon          | Louise Fazenda, John T. Murray, Myrna Loy               | Comedie          | Warner Bros.   |
| Finnegan's Ball        | James P. Hogan       | Blanche Mehaffey, Mack Swain, Cullen Landis             | Comedie          | Independent    |
| Fireman, Save My Child | A. Edward Sutherland | Wallace Beery, Raymond Hatton, Josephine Dunn           | Comedie          | Paramount      |
| The First Auto         | Roy Del Ruth         | Russell Simpson, Patsy Ruth Miller, Charles Emmett Mack | Comedie Dramatic | Warner Bros.   |
| The First Night        | Richard Thorpe       | Bert Lytell, Dorothy Devore                             | Comedie          | Tiffany        |
| Flying Luck            | Herman C. Raymaker   | Monty Banks, Jean Arthur                                | Comedie          | Pathé Exchange |
| The Flying U Ranch     | Robert De Lacey      | Tom Tyler, Nora Lane                                    | Western          | FBO            |
| For Ladies Only        | Scott Pembroke       | John Bowers, Jacqueline Logan                           | Romantic Comedie | Columbia       |
| For the Love of Mike   | Frank Capra          | Ben Lyon, Claudette Colbert                             | Romance          | First National |
| The Forbidden Woman    | Paul L. Stein        | Jetta Goudal, Victor Varconi, Joseph Schildkraut        | Dramatic         | Pathé Exchange |
| Foreign Devils         | W. S. Van Dyke       | Tim McCoy, Claire Windsor                               | Adventure        | MGM            |
| The Fortune Hunter     | Charles Reisner      | Sydney Chaplin, Helene Costello                         | Comedie          | Warner Bros.   |
| Fourth Commandment     | Emory Johnson        | Henry Victor, June Marlowe, Belle Bennett               | Dramatic         | Universal      |
| Framed                 | Charles Brabin       | Milton Sills, Natalie Kingston                          | Dramatic         | First National |
| French Dressing        | Allan Dwan           | H. B. Warner, Clive Brook, Lois Wilson                  | Romantic Comedie | First National |
| Frisco Sally Levy      | William Beaudine     | Tenen Holtz, Kate Price, Sally O'Neil                   | Comedie          | MGM            |
| The Frontiersman       | Reginald Barker      | Tim McCoy, Claire Windsor                               | Western          | MGM            |

## G
| Titlu                    | Regizor(i)               | Actori                                            | Gen            | Note                    |
| ------------------------ | ------------------------ | ------------------------------------------------- | -------------- | ----------------------- |
| Galloping Fury           | B. Reeves Eason          | Hoot Gibson, Otis Harlan, Sally Rand              | Western        | Universal               |
| The Galloping Gobs       | Richard Thorpe           | Jay Wilsey, Morgan Brown                          | Western        | Pathé Exchange          |
| Galloping Thunder        | Scott Pembroke           | Bob Custer, J.P. Lockney                          | Western        | FBO                     |
| The Garden of Allah      | Rex Ingram               | Alice Terry, Ivan Petrovich                       | Romance        | MGM                     |
| The Gaucho               | F. Richard Jones         | Douglas Fairbanks, Lupe Velez, Eve Southern       | Adventure      | United Artists          |
| The Gay Defender         | Gregory La Cava          | Richard Dix, Thelma Todd, Fred Kohler             | Dramatic       | Paramount               |
| The Gay Old Bird         | Herman C. Raymaker       | Louise Fazenda, John T. Murray, Jane Winton       | Comedie        | Warner Bros.            |
| The Gay Retreat          | Benjamin Stoloff         | Betty Francisco, Sammy Cohen, Holmes Herbert      | Comedie        | Fox Film                |
| A Gentleman of Paris     | Harry d'Abbadie d'Arrast | Adolphe Menjou, Arlette Marchal                   | Comedie        | Paramount               |
| Get Your Man             | Dorothy Arzner           | Clara Bow, Charles 'Buddy' Rogers, Josef Swickard | Comedie        | Paramount               |
| Getting Gertie's Garter  | E. Mason Hopper          | Marie Prevost, Charles Ray                        | Comedie        | PDC                     |
| The Gingham Girl         | David Kirkland           | Lois Wilson, George K. Arthur                     | Comedie        | FBO                     |
| Ginsberg the Great       | Byron Haskin             | George Jessel, Audrey Ferris, Gertrude Astor      | Comedie        | Warner Bros.            |
| The Girl from Chicago    | Ray Enright              | Conrad Nagel, Myrna Loy                           | Crime Dramatic | Warner Bros.            |
| The Girl from Everywhere | Edward F. Cline          | Daphne Pollard, Carole Lombard                    | Comedie        | Pathé Exchange          |
| The Girl from Gay Paree  | Arthur Gregor            | Lowell Sherman, Barbara Bedford, Betty Blythe     | Comedie        | Tiffany                 |
| The Girl in the Pullman  | Erle C. Kenton           | Marie Prevost, Harrison Ford, Franklin Pangborn   | Comedie        | Pathé Exchange          |
| Gold from Weepah         | William Bertram          | Bill Cody, Doris Dawson                           | Western        | Pathé Exchange          |
| Good as Gold             | Scott R. Dunlap          | Buck Jones, Frances Lee                           | Western        | Fox Film                |
| Good Time Charley        | Michael Curtiz           | Helene Costello, Warner Oland, Montagu Love       | Dramatic       | Warner Bros.            |
| The Gorilla              | Alfred Santell           | Fred Kelsey, Alice Day, Walter Pidgeon            | Thriller       | First National          |
| The Great Mail Robbery   | George B. Seitz          | Theodore von Eltz, Jean Fenwick                   | Dramatic       | FBO                     |
| Grinning Guns            | Albert S. Rogell         | Jack Hoxie, Ena Gregory                           | Western        | Universal               |
| Gun Gospel               | Harry Joe Brown          | Ken Maynard, Virginia Brown Faire                 | Western        | First National Pictures |
| Gun-Hand Garrison        | Edward Gordon            | Kermit Maynard, Ruby Blaine                       | Western        | Rayart                  |

## H
| Titlu                     | Regizor(i)             | Actori                                               | Gen              | Note           |
| ------------------------- | ---------------------- | ---------------------------------------------------- | ---------------- | -------------- |
| Ham and Eggs at the Front | Roy Del Ruth           | Tom Wilson, Heinie Conklin, Myrna Loy                | Comedie          | Warner Bros.   |
| Hands Off                 | Ernst Laemmle          | Fred Humes, Helen Foster                             | Western          | Universal      |
| Hard Fists                | William Wyler          | Art Acord, Louise Lorraine                           | Western          | Universal      |
| Hard-Boiled Haggerty      | Charles Brabin         | Milton Sills, Molly O'Day                            | War Comedie      | First National |
| A Harp in Hock            | Renaud Hoffman         | Rudolph Schildkraut, May Robson, Bessie Love         | Dramatic         | Pathé Exchange |
| The Harvester             | James Leo Meehan       | Orville Caldwell, Natalie Kingston                   | Comedie          | FBO            |
| The Haunted Ship          | Forrest Sheldon        | Dorothy Sebastian, Montagu Love, Tom Santschi        | Dramatic         | Tiffany        |
| The Heart of Maryland     | Lloyd Bacon            | Dolores Costello, Jason Robards Sr., Warner Richmond | Historical       | Warner Bros.   |
| The Heart of Salome       | Victor Schertzinger    | Alma Rubens, Walter Pidgeon, Holmes Herbert          | Romance          | Fox Film       |
| The Heart of the Yukon    | W.S. Van Dyke          | John Bowers, Anne Cornwall                           | Adventure        | Pathé Exchange |
| The Heart Thief           | Nils Olaf Chrisander   | Joseph Schildkraut, Lya De Putti                     | Romance          | PDC            |
| Heaven on Earth           | Phil Rosen             | Renee Adoree, Conrad Nagel                           | Dramatic         | MGM            |
| Held by the Law           | Ernst Laemmle          | Ralph Lewis, Johnnie Walker, Marguerite De La Motte  | Crime            | Universal      |
| Her Father Said No        | Jack McKeown           | Mary Brian, Frankie Darro                            | Comedie          | FBO            |
| Her Wild Oat              | Marshall Neilan        | Colleen Moore, Larry Kent                            | Comedie          | First National |
| A Hero for a Night        | William James Craft    | Glenn Tryon, Patsy Ruth Miller                       | Comedie          | Universal      |
| A Hero on Horseback       | Del Andrews            | Hoot Gibson, Ethlyne Clair                           | Western          | Universal      |
| Heroes in Blue            | Duke Worne             | John Bowers, Sally Rand, Gareth Hughes               | Dramatic         | Rayart         |
| Heroes of the Night       | Frank O'Connor         | Cullen Landis, Marian Nixon                          | Dramatic         | Independent    |
| Hey! Hey! Cowboy          | Lynn Reynolds          | Hoot Gibson, Kathleen Key                            | Western          | Universal      |
| Hidden Aces               | Howard M. Mitchell     | Charles Hutchison, Alice Calhoun                     | Action           | Pathé Exchange |
| High Hat                  | James Ashmore Creelman | Ben Lyon, Mary Brian, Sam Hardy                      | Comedie          | First National |
| High School Hero          | David Butler           | Nick Stuart, Sally Phipps                            | Comedie          | Fox Film       |
| Hills of Kentucky         | Howard Bretherton      | Rin Tin Tin, Jason Robards Sr., Dorothy Dwan         | Dramatic         | Warner Bros.   |
| Hills of Peril            | Lambert Hillyer        | Buck Jones, Georgia Hale                             | Western          | Fox Film       |
| His Dog                   | Karl Brown             | Joseph Schildkraut, Julia Faye, Sally Rand           | Dramatic         | Pathé Exchange |
| His First Flame           | Harry Edwards          | Harry Langdon, Natalie Kingston                      | Comedie          | Pathé Exchange |
| His Foreign Wife          | John P. McCarthy       | Edna Murphy, Wallace MacDonald                       | Dramatic         | Pathé Exchange |
| Home Made                 | Charles Hines          | Johnny Hines, DeWitt Jennings, Marjorie Daw          | Comedie          | First National |
| Home Struck               | Ralph Ince             | Viola Dana, Tom Gallery                              | Silent           | FBO            |
| Honeymoon Hate            | Luther Reed            | Florence Vidor, Tullio Carminati                     | Comedie          | Paramount      |
| Hoof Marks                | Tenny Wright           | Ed Brady, Peggy Montgomery                           | Western          | Pathé Exchange |
| Hook and Ladder No. 9     | F. Harmon Weight       | Cornelius Keefe, Edward Hearn, Lucy Beaumont         | Dramatic         | FBO            |
| Horse Shoes               | Clyde Bruckman         | Monty Banks, Jean Arthur                             | Comedie          | Pathé Exchange |
| Hotel Imperial            | Mauritz Stiller        | Pola Negri, James Hall, George Siegmann              | Dramatic         | Paramount      |
| Hour of Reckoning         | John Ince              | Herbert Rawlinson, Grace Darmond                     | Dramatic         | Independent    |
| Hula                      | Victor Fleming         | Clara Bow, Clive Brook, Arlette Marchal              | Romantic Comedie | Paramount      |
| Husband Hunters           | John G. Adolfi         | Mae Busch, Charles Delaney, Jean Arthur              | Romantic Comedie | Tiffany        |
| Husbands for Rent         | Henry Lehrman          | Owen Moore, Helene Costello, Katherine Perry         | Comedie          | Warner Bros.   |

## I
| Titlu                       | Regizor(i)         | Actori                                         | Gen              | Note           |
| --------------------------- | ------------------ | ---------------------------------------------- | ---------------- | -------------- |
| If I Were Single            | Roy Del Ruth       | May McAvoy, Conrad Nagel, Myrna Loy            | Comedie          | Warner Bros.   |
| In a Moment of Temptation   | Philip Carle       | Charlotte Stevens, Grant Withers               | Dramatic         | FBO            |
| In Old Kentucky             | John M. Stahl      | Helene Costello, James Murray                  | Dramatic         | MGM            |
| In the First Degree         | Phil Rosen         | Alice Calhoun, Bryant Washburn                 |                  | [ 10 ]         |
| The Interferin' Gent        | Richard Thorpe     | Jay Wilsey, Olive Hasbrouck                    | Western          | Pathé Exchange |
| Irish Hearts                | Byron Haskin       | May McAvoy, Jason Robards Sr., Warner Richmond | Comedie          | Warner Bros.   |
| The Irresistible Lover      | William Beaudine   | Norman Kerry, Lois Moran, Gertrude Astor       | Comedie          | Universal      |
| Is Zat So?                  | Alfred E. Green    | George O'Brien, Edmund Lowe, Katherine Perry   | Comedie          | Fox Film       |
| The Isle of Forgotten Women | George B. Seitz    | Conway Tearle, Dorothy Sebastian               | Dramatic         | Columbia       |
| It                          | Clarence G. Badger | Clara Bow, Antonio Moreno, Priscilla Bonner    | Romantic Comedie | Paramount      |

## J
| Titlu                    | Regizor(i)       | Actori                                         | Gen       | Note                                                                                             |
| ------------------------ | ---------------- | ---------------------------------------------- | --------- | ------------------------------------------------------------------------------------------------ |
| Jake the Plumber         | Edward Ludwig    | Jesse De Vorska, Sharon Lynn                   | Comedie   | FBO                                                                                              |
| Jaws of Steel            | Ray Enright      | Rin Tin Tin, Jason Robards Sr., Helen Ferguson | Adventure | Warner Bros.                                                                                     |
| The Jazz Singer          | Alan Crosland    | Al Jolson, May McAvoy, Warner Oland            | Dramatic  | Warner Bros. First feature length "talkie"; 1 nominalizare la Premiul Oscar and 1 Honorary Award |
| Jesse James              | Lloyd Ingraham   | Fred Thomson, Nora Lane, Montagu Love          | Western   | Paramount                                                                                        |
| Jewels of Desire         | Paul Powell      | Priscilla Dean, John Bowers                    | Romance   | PDC                                                                                              |
| Johnny Get Your Hair Cut | B. Reeves Eason  | Harry Carey, Jackie Coogan                     | Comedie   | MGM                                                                                              |
| The Joy Girl             | Allan Dwan       | Olive Borden, Neil Hamilton, Marie Dressler    | Comedie   | Fox Film                                                                                         |
| Judgment of the Hills    | James Leo Meehan | Virginia Valli, Frankie Darro                  | Dramatic  | FBO                                                                                              |

## K
| Titlu             | Regizor(i)                             | Actori                                            | Gen               | Note      |
| ----------------- | -------------------------------------- | ------------------------------------------------- | ----------------- | --------- |
| The Kid Brother   | Lewis Milestone, J. A. Howe, Ted Wilde | Harold Lloyd                                      | Comedie           | Paramount |
| The Kid Sister    | Ralph Graves                           | Marguerite De La Motte, Malcolm McGregor          | Dramatic          | Columbia  |
| The King of Kings | Cecil B. DeMille                       | H. B. Warner, Dorothy Cumming, Joseph Schildkraut | Biblical Dramatic | PDC       |
| A Kiss in a Taxi  | Clarence G. Badger                     | Bebe Daniels, Chester Conklin                     | Comedie           | Paramount |
| Knockout Reilly   | Malcolm St. Clair                      | Richard Dix, Mary Brian                           | Dramatic          | Paramount |

## L
| Titlu                      | Regizor(i)           | Actori                                             | Gen               | Note           |
| -------------------------- | -------------------- | -------------------------------------------------- | ----------------- | -------------- |
| Ladies Beware              | Charles Giblyn       | George O'Hara, Nola Luxford                        | Crime             | FBO            |
| Ladies Must Dress          | Victor Heerman       | Virginia Valli, Lawrence Gray                      | Comedie           | Fox Film       |
| The Lady in Ermine         | James Flood          | Corinne Griffith, Francis X. Bushman               | Romantic Dramatic | First National |
| The Ladybird               | Walter Lang          | Betty Compson, Malcolm McGregor                    | Crime             | Independent    |
| The Laffin' Fool           | Bennett Cohen        | Jack Perrin, Pauline Curley                        | Western           | Rayart         |
| The Land Beyond the Law    | Harry Joe Brown      | Ken Maynard, Dorothy Dwan                          | Western           | First National |
| Land of the Lawless        | Tom Buckingham       | Tom Santschi, Charles Clary                        | Western           | Pathé Exchange |
| The Last Outlaw            | Arthur Rosson        | Gary Cooper, Jack Luden                            | Western           | Paramount      |
| The Last Trail             | Lewis Seiler         | Tom Mix, Carmelita Geraghty                        | Western           | Fox Film       |
| Legionnaires in Paris      | Arvid E. Gillstrom   | Kit Guard, Louise Lorraine                         | Comedie           | FBO            |
| Let It Rain                | Edward F. Cline      | Douglas MacLean, Shirley Mason                     | Comedie           | Paramount      |
| Life of an Actress         | Jack Nelson          | Barbara Bedford, Lydia Knott                       | Dramatic          | Independent    |
| The Life of Riley          | William Beaudine     | George Sidney, June Marlowe                        | Comedie           | First National |
| A Light in the Window      | Scott Pembroke       | Henry B. Walthall, Cornelius Keefe                 | Dramatic          | Rayart         |
| Lightning                  | James C. McKay       | Jobyna Ralston, Robert Frazer, Margaret Livingston | Action            | Tiffany        |
| Lightning Lariats          | Robert De Lacey      | Tom Tyler, Dorothy Dunbar, Frankie Darro           | Western           | FBO            |
| The Little Adventuress     | William C. de Mille  | Vera Reynolds, Phyllis Haver                       | Comedie           | PDC            |
| A Little Journey           | Robert Z. Leonard    | Claire Windsor, William Haines, Harry Carey        | Comedie           | MGM            |
| Little Mickey Grogan       | James Leo Meehan     | Frankie Darro, Jobyna Ralston                      | Comedie           | FBO            |
| Loco Luck                  | Clifford Smith       | Art Acord, Fay Wray                                | Western           | Universal      |
| London After Midnight      | Tod Browning         | Lon Chaney, Marceline Day, Conrad Nagel            | Thriller          | MGM            |
| The Lone Eagle             | Emory Johnson        | Barbara Kent, Nigel Barrie                         | Dramatic          | Universal      |
| Lonesome Ladies            | Joseph Henabery      | Lewis Stone, Anna Q. Nilsson                       | Comedie           | First National |
| The Long Loop on the Pecos | Leo D. Maloney       | Eugenia Gilbert, Leo D. Maloney                    | Western           | Pathé Exchange |
| Long Pants                 | Frank Capra          | Harry Langdon, Gladys Brockwell, Betty Francisco   | Comedie           | First National |
| Lost at the Front          | Del Lord             | George Sidney, Natalie Kingston                    | Comedie           | First National |
| The Lost Limited           | J.P. McGowan         | Reed Howes, Ruth Dwyer                             | Action            | Rayart         |
| Love                       | Edmund Goulding      | John Gilbert, Greta Garbo                          | Dramatic          | MGM            |
| Love Makes 'Em Wild        | Albert Ray           | John Harron, Sally Phipps                          | Comedie           | Fox Film       |
| The Love of Sunya          | Albert Parker        | Gloria Swanson, John Boles                         | Dramatic          | United Artists |
| The Love Mart              | George Fitzmaurice   | Billie Dove, Gilbert Roland, Noah Beery            | Dramatic          | First National |
| The Love Thrill            | Millard Webb         | Laura La Plante, Tom Moore, Bryant Washburn        | Comedie           | Universal      |
| The Lovelorn               | John P. McCarthy     | Sally O'Neil, Molly O'Day, Larry Kent              | Dramatic          | MGM            |
| Lovers                     | John M. Stahl        | Ramon Novarro, Alice Terry                         | Romantic Dramatic | MGM            |
| Love's Greatest Mistake    | A. Edward Sutherland | Evelyn Brent, William Powell, James Hall           | Dramatic          | Paramount      |
| The Loves of Carmen        | Raoul Walsh          | Dolores del Rio, Victor McLaglen, Don Alvarado     | Romance           | Fox Film       |
| The Lunatic at Large       | Fred C. Newmeyer     | Leon Errol, Dorothy Mackaill                       | Comedie           | First National |
| Lure of the Night Club     | Tom Buckingham       | Viola Dana, Robert Ellis                           | Dramatic          | FBO            |

## M
| Titlu                  | Regizor(i)           | Actori                                          | Gen              | Note                                            |
| ---------------------- | -------------------- | ----------------------------------------------- | ---------------- | ----------------------------------------------- |
| A Made-To-Order Hero   | Edgar Lewis          | Ted Wells, Marjorie Bonner}                     | Western          | Universal                                       |
| The Magic Flame        | Henry King           | Ronald Colman, Vilma Banky, Agostino Borgato    | Dramatic         | United Artists. 1 nominalizări la Premiul Oscar |
| The Magic Garden       | James Leo Meehan     | Margaret Morris, Raymond Keane                  | Dramatic         | FBO                                             |
| The Main Event         | William K. Howard    | Vera Reynolds, Rudolph Schildkraut              | Dramatic         | Pathé Exchange                                  |
| Man Bait               | Donald Crisp         | Marie Prevost, Douglas Fairbanks Jr.            | Comedie          | PDC                                             |
| Man Crazy              | John Francis Dillon  | Dorothy Mackaill, Jack Mulhall, Edythe Chapman  | Comedie          | First National                                  |
| The Man from Hard Pan  | Leo D. Maloney       | Leo D. Maloney, Eugenia Gilbert                 | Western          | Pathé Exchange                                  |
| Man Power              | Clarence G. Badger   | Richard Dix, Mary Brian                         | Comedie          | Paramount                                       |
| Man, Woman and Sin     | Monta Bell           | Jeanne Eagels, John Gilbert, Gladys Brockwell   | Dramatic         | MGM                                             |
| A Man's Past           | George Melford       | Conrad Veidt, Barbara Bedford                   | Dramatic         | Universal                                       |
| Marriage               | Roy William Neill    | Virginia Valli, Gladys McConnell                | Dramatic         | Fox Film                                        |
| Married Alive          | Emmett J. Flynn      | Lou Tellegen, Margaret Livingston, Claire Adams | Comedie          | Fox Film                                        |
| The Masked Woman       | Silvano Balboni      | Anna Q. Nilsson, Holbrook Blinn                 | Dramatic         | First National                                  |
| Matinee Ladies         | Byron Haskin         | May McAvoy, Malcolm McGregor, Hedda Hopper      | Comedie          | Warner Bros.                                    |
| McFadden's Flats       | Richard Wallace      | Charles Murray, Chester Conklin, Edna Murphy    | Comedie          | First National                                  |
| The Meddlin' Stranger  | Richard Thorpe       | Wally Wales, Nola Luxford                       | Western          | Pathé Exchange                                  |
| Men of Daring          | Albert S. Rogell     | Jack Hoxie, Ena Gregory, Marin Sais             | Western          | Universal                                       |
| The Midnight Watch     | Charles J. Hunt      | Roy Stewart, Mary McAllister, David Torrence    | Crime            | Rayart                                          |
| A Million Bid          | Michael Curtiz       | Dolores Costello, Warner Oland, Betty Blythe    | Dramatic         | Warner Bros.                                    |
| Million Dollar Mystery | Charles J. Hunt      | James Kirkwood, Lila Lee                        | Mystery          | Rayart                                          |
| The Missing Link       | Charles Reisner      | Syd Chaplin, Ruth Hiatt                         | Comedie          | Warner Bros.                                    |
| Mockery                | Benjamin Christensen | Lon Chaney, Barbara Bedford, Ricardo Cortez     | Dramatic         | MGM                                             |
| Modern Daughters       | Charles J. Hunt      | Edna Murphy, Bryant Washburn                    | Dramatic         | Rayart                                          |
| The Mojave Kid         | Robert N. Bradbury   | Bob Steele, Buck Connors                        | Western          | FBO                                             |
| The Monkey Talks       | Raoul Walsh          | Olive Borden, Don Alvarado                      | Dramatic         | Fox Film                                        |
| Mother                 | James Leo Meehan     | Belle Bennett, Crauford Kent                    | Dramatic         | FBO                                             |
| Mr. Wu                 | William Nigh         | Lon Chaney, Louise Dresser, Renée Adorée        | Dramatic         | MGM                                             |
| The Music Master       | Allan Dwan           | Alec B. Francis, Lois Moran, Neil Hamilton      | Dramatic         | Fox Film                                        |
| My Best Girl           | Sam Taylor           | Mary Pickford, Buddy Rogers                     | Romantic Comedie | United Artists                                  |
| My Friend from India   | E. Mason Hopper      | Franklin Pangborn, Elinor Fair                  | Comedie          | Pathé Exchange                                  |
| The Mysterious Rider   | John Waters          | Jack Holt, David Torrence                       | Western          | Paramount                                       |

## N
| Titlu                 | Regizor(i)         | Actori                                          | Gen             | Note           |
| --------------------- | ------------------ | ----------------------------------------------- | --------------- | -------------- |
| Naughty But Nice      | Millard Webb       | Colleen Moore, Donald Reed                      | Comedie         | First National |
| Naughty Nanette       | James Leo Meehan   | Viola Dana, Patricia Palmer                     | Comedie         | FBO            |
| The Nest              | William Nigh       | Pauline Frederick, Holmes Herbert               | Dramatic        | Independent    |
| Nevada                | John Waters        | Gary Cooper, Thelma Todd, William Powell        | Western         | Paramount      |
| New York              | Luther Reed        | Ricardo Cortez, Lois Wilson, William Powell     | Dramatic        | Paramount      |
| Night Bride           | E. Mason Hopper    | Marie Prevost, Harrison Ford, Franklin Pangborn | Comedie         | PDC            |
| Night Life            | George Archainbaud | Alice Day, John Harron                          | Dramatic        | First National |
| The Night of Love     | George Fitzmaurice | Ronald Colman, Vilma Bánky, Montagu Love        | Dramatic        | United Artists |
| Nobody's Widow        | Donald Crisp       | Leatrice Joy, Phyllis Haver                     | Comedie         | PDC            |
| No Control            | Scott Sidney       | Harrison Ford, Phyllis Haver                    | Comedie         | PDC            |
| No Man's Law          | Fred Jackman       | Barbara Kent, James Finlayson, Oliver Hardy     | Western Comedie | Pathé Exchange |
| No Place to Go        | Mervyn LeRoy       | Mary Astor, Lloyd Hughes                        | Romance         | First National |
| Not for Publication   | Ralph Ince         | Ralph Ince, Rex Lease                           | Silent          | FBO            |
| The Notorious Lady    | King Baggot        | Barbara Bedford, Lewis Stone, Ann Rork          | Dramatic        | First National |
| Now We're in the Air  | Frank R. Strayer   | Wallace Beery, Raymond Hatton, Louise Brooks    | Comedie         | Paramount      |
| The Obligin' Buckaroo | Richard Thorpe     | Jay Wilsey, Olive Hasbrouck                     | Western         | Pathé Exchange |

## O
| Titlu                   | Regizor(i)         | Actori                                           | Gen                 | Note           |
| ----------------------- | ------------------ | ------------------------------------------------ | ------------------- | -------------- |
| Old San Francisco       | Alan Crosland      | Dolores Costello, Josef Swickard, Anders Randolf | Historical Dramatic | Warner Bros.   |
| On the Stroke of Twelve | Charles J. Hunt    | David Torrence, June Marlowe                     | Dramatic            | Rayart         |
| On Your Toes            | Fred C. Newmeyer   | Reginald Denny, Barbara Worth                    | Comedie             | Universal      |
| On Ze Boulevard         | Harry F. Millarde  | Lew Cody, Renée Adorée                           | Comedie             | MGM            |
| Once and Forever        | Phil Goldstone     | Patsy Ruth Miller, John Harron, Burr McIntosh    | Romance             | Tiffany        |
| One Glorious Scrap      | Edgar Lewis        | Fred Humes, Dorothy Gulliver                     | Western             | Universal      |
| One Hour of Love        | Robert Florey      | Jacqueline Logan, Robert Frazer, Montagu Love    | Romance             | Tiffany        |
| One Increasing Purpose  | Harry Beaumont     | Edmund Lowe, Lila Lee, Holmes Herbert            | Dramatic            | Fox Film       |
| A One Man Game          | Ernst Laemmle      | Fred Humes, Fay Wray                             | Western             | Universal      |
| One-Round Hogan         | Howard Bretherton  | Monte Blue, Leila Hyams                          | Dramatic            | Warner Bros.   |
| One Woman to Another    | Frank Tuttle       | Florence Vidor, Theodore von Eltz                | Comedie             | Paramount      |
| Open Range              | Clifford Smith     | Betty Bronson, Lane Chandler, Fred Kohler        | Western             | Paramount      |
| The Opening Night       | Edward H. Griffith | Claire Windsor, John Bowers                      | Dramatic            | Columbia       |
| Orchids and Ermine      | Alfred Santell     | Colleen Moore, Jack Mulhall                      | Comedie             | First National |
| Out All Night           | William A. Seiter  | Reginald Denny, Marian Nixon                     | Comedie             | Universal      |
| The Overland Stage      | Albert S. Rogell   | Ken Maynard, Kathleen Collins                    | Western             | First National |
| The Outlaw Dog          | J. P. McGowan      | Helen Foster, Rex Lease                          | Dramatic            | FBO            |
| Outlaws of Red River    | Lewis Seiler       | Tom Mix, Marjorie Daw                            | Western             | Fox Film       |

## P
| Titlu                             | Regizor(i)           | Actori                                               | Gen              | Note                                            |
| --------------------------------- | -------------------- | ---------------------------------------------------- | ---------------- | ----------------------------------------------- |
| Paid to Love                      | Howard Hawks         | George O'Brien, Virginia Valli                       | Comedie          | Fox Film                                        |
| Painted Ponies                    | B. Reeves Eason      | Hoot Gibson, Ethlyne Clair                           | Western          | Universal                                       |
| Painting the Town                 | William James Craft  | Glenn Tryon, Patsy Ruth Miller, Charles K. Gerrard   | Comedie          | Universal                                       |
| Pajamas                           | John G. Blystone     | Olive Borden, Lawrence Gray                          | Comedie          | Fox Film                                        |
| Pals in Peril                     | Richard Thorpe       | Jay Wilsey, Olive Hasbrouck                          | Western          | Pathé Exchange                                  |
| Paradise for Two                  | Gregory La Cava      | Richard Dix, Betty Bronson, Edmund Breese            | Romantic Comedie | Paramount                                       |
| The Patent Leather Kid            | Alfred Santell       | Richard Barthelmess, Molly O'Day                     | Dramatic         | First National. 1 nominalizare la Premiul Oscar |
| Paying the Price                  | David Selman         | Marjorie Bonner, Priscilla Bonner, John Miljan       | Crime            | Columbia                                        |
| The Perfect Sap                   | Howard Higgin        | Ben Lyon, Virginia Lee Corbin                        | Comedie          | First National                                  |
| The Phantom Buster                | William Bertram      | Buddy Roosevelt, Alma Rayford                        | Action           | Pathé Exchange                                  |
| Play Safe                         | Joseph Henabery      | Monty Banks, Virginia Lee Corbin, Charles K. Gerrard | Comedie          | Pathé Exchange                                  |
| Pleasure Before Business          | Frank R. Strayer     | Pat O'Malley, Virginia Brown Faire                   | Comedie          | Columbia                                        |
| Polly of the Movies               | Scott Pembroke       | Jason Robards Sr., Gertrude Short, Stuart Holmes     | Comedie          | Independent                                     |
| Poor Girls                        | William James Craft  | Dorothy Revier, Edmund Burns                         | Dramatic         | Columbia                                        |
| The Poor Nut                      | Richard Wallace      | Jack Mulhall, Jean Arthur                            | Comedie          | First National                                  |
| The Potters                       | Fred C. Newmeyer     | W. C. Fields, Mary Alden                             | Comedie          | Paramount                                       |
| The Prairie King                  | B. Reeves Eason      | Hoot Gibson, Barbara Worth                           | Western          | Universal                                       |
| Pretty Clothes                    | Phil Rosen           | Jobyna Ralston, Gertrude Astor                       | Dramatic         | Independent                                     |
| The Price of Honor                | Edward H. Griffith   | Dorothy Revier, Malcolm McGregor                     | Dramatic         | Columbia                                        |
| The Prince of Headwaiters         | John Francis Dillon  | Lewis Stone, Priscilla Bonner, Lilyan Tashman        | Dramatic         | First National                                  |
| The Princess from Hoboken         | Allen Dale           | Edmund Burns, Blanche Mehaffey                       | Comedie          | Tiffany                                         |
| The Princess on Broadway          | Dallas M. Fitzgerald | Pauline Garon, Dorothy Dwan, Johnnie Walker          | Comedie          | Pathé Exchange                                  |
| The Private Life of Helen of Troy | Alexander Korda      | Maria Corda, Lewis Stone, Ricardo Cortez             | Comedie          | First National. 1 nominalizare la Premiul Oscar |
| Publicity Madness                 | Albert Ray           | Lois Moran, Edmund Lowe                              | Comedie          | Fox Film                                        |

## Q
| Titlu              | Regizor(i)      | Actori                                      | Gen              | Note        |
| ------------------ | --------------- | ------------------------------------------- | ---------------- | ----------- |
| Quality Street     | Sidney Franklin | Marion Davies, Conrad Nagel                 | Romance          | MGM         |
| Quarantined Rivals | Archie Mayo     | Robert Agnew, Kathleen Collins, John Miljan | Romantic Comedie | Independent |

## R
| Titlu                         | Regizor(i)           | Actori                                                   | Gen       | Note           |
| ----------------------------- | -------------------- | -------------------------------------------------------- | --------- | -------------- |
| The Racing Fool               | Harry Joe Brown      | Reed Howes, Ruth Dwyer                                   | Action    | Rayart         |
| A Racing Romeo                | Sam Wood             | Red Grange, Jobyna Ralston                               | Comedie   | FBO            |
| Ragtime                       | Scott Pembroke       | John Bowers, Marguerite De La Motte                      | Dramatic  | Independent    |
| The Rambling Ranger           | Dell Henderson       | Jack Hoxie, Dorothy Gulliver                             | Western   | Universal      |
| Range Courage                 | Ernst Laemmle        | Fred Humes, Gloria Grey                                  | Western   | Universal      |
| The Range Riders              | Ben F. Wilson        | Neva Gerber, Al Ferguson                                 | Western   | Rayart         |
| Ranger of the North           | Jerome Storm         | Hugh Trevor, Lina Basquette                              | Western   | FBO            |
| Red Clay                      | Ernst Laemmle        | William Desmond, Marceline Day                           | Dramatic  | Universal      |
| The Red Mill                  | Fatty Arbuckle       | Marion Davies, Owen Moore                                | Comedie   | MGM            |
| The Red Raiders               | Albert S. Rogell     | Ken Maynard, Paul Hurst                                  | Western   | First National |
| Red Signals                   | J.P. McGowan         | Earle Williams, Eva Novak                                | Action    | Independent    |
| The Rejuvenation of Aunt Mary | Erle C. Kenton       | May Robson, Harrison Ford, Phyllis Haver                 | Comedie   | PDC            |
| A Reno Divorce                | Ralph Graves         | May McAvoy, Ralph Graves                                 | Romance   | Warner Bros.   |
| Resurrection                  | Edwin Carewe         | Dolores del Rio, Rod La Rocque                           | Dramatic  | United Artists |
| The Return of Boston Blackie  | Harry O. Hoyt        | Corliss Palmer, Bob Custer                               | Crime     | Independent    |
| Rich But Honest               | Albert Ray           | John Holland, Charles Morton, Marjorie Beebe             | Comedie   | Fox Film       |
| Rich Men's Sons               | Ralph Graves         | Ralph Graves, Shirley Mason                              | Dramatic  | Columbia       |
| Ride 'em High                 | Richard Thorpe       | Buddy Roosevelt, Olive Hasbrouck                         | Western   | Pathé Exchange |
| Ridin' Luck                   | Edward R. Gordon     | Kermit Maynard, Ruby Blaine                              | Western   | Rayart         |
| The Ridin' Rowdy              | Richard Thorpe       | Jay Wilsey, Olive Hasbrouck                              | Western   | Pathé Exchange |
| The Ridin' Streak             | Del Andrews          | Bob Custer, Frank Brownlee                               | Western   | FBO            |
| Ritzy                         | Richard Rosson       | Betty Bronson, James Hall, William Austin                | Comedie   | Paramount      |
| The Road to Romance           | John S. Robertson    | Ramon Novarro, Marceline Day, Roy D'Arcy                 | Dramatic  | MGM            |
| Roarin' Broncs                | Richard Thorpe       | Jay Wilsey, Lafe McKee                                   | Western   | Pathé Exchange |
| Rolled Stockings              | Richard Rosson       | James Hall, Louise Brooks, Richard Arlen                 | Dramatic  | Paramount      |
| The Romantic Age              | Robert Florey        | Eugene O'Brien, Alberta Vaughn                           | Dramatic  | Columbia       |
| Romantic Rogue                | Harry Joe Brown      | Reed Howes, Ena Gregory                                  | Comedie   | Rayart         |
| Rookies                       | Sam Wood             | Karl Dane, George K. Arthur, Marceline Day               | Comedie   | MGM            |
| The Rose of Kildare           | Dallas M. Fitzgerald | Helene Chadwick, Pat O'Malley, Henry B. Walthall         | Romance   | Independent    |
| Rose of the Bowery            | Bertram Bracken      | Edna Murphy, Johnnie Walker, Crauford Kent               | Crime     | Independent    |
| Rose of the Golden West       | George Fitzmaurice   | Mary Astor, Gilbert Roland, Montagu Love                 | Dramatic  | First National |
| Rough and Ready               | Albert S. Rogell     | Jack Hoxie, Ena Gregory                                  | Western   | Universal      |
| Rough House Rosie             | Frank R. Strayer     | Clara Bow, Reed Howes, Doris Hill                        | Comedie   | Paramount      |
| The Rough Riders              | Victor Fleming       | Noah Beery, Charles Farrell, George Bancroft, Mary Astor | Adventure | Paramount      |
| The Royal American            | Harry Joe Brown      | Reed Howes, Billy Franey                                 | Adventure | Rayart         |
| Rubber Heels                  | Victor Heerman       | Ed Wynn, Thelma Todd                                     | Comedie   | Paramount      |
| Rubber Tires                  | Alan Hale            | Bessie Love, Harrison Ford                               | Comedie   | PDC            |
| Running Wild                  | Gregory La Cava      | W. C. Fields, Mary Brian                                 | Comedie   | Paramount      |

## S
| Titlu                                | Regizor(i)               | Actori                                                                             | Gen              | Note                                                     |
| ------------------------------------ | ------------------------ | ---------------------------------------------------------------------------------- | ---------------- | -------------------------------------------------------- |
| Sailor Izzy Murphy                   | Henry Lehrman            | George Jessel, Audrey Ferris, Warner Oland                                         | Comedie          | Warner Bros.                                             |
| A Sailor's Sweetheart                | Lloyd Bacon              | Louise Fazenda, Clyde Cook, Myrna Loy                                              | Comedie          | Warner Bros.                                             |
| Sally in Our Alley                   | Walter Lang              | Shirley Mason, Richard Arlen                                                       | Comedie Dramatic | Columbia                                                 |
| Salvation Jane                       | Phil Rosen               | Viola Dana, J. Parks Jones                                                         | Crime            | FBO                                                      |
| The Satin Woman                      | Walter Lang              | Dorothy Davenport, Rockliffe Fellowes, Alice White                                 | Dramatic         | Independent                                              |
| Say It with Diamonds                 | Arthur Gregor            | Betty Compson, Earle Williams                                                      | Dramatic         | Independent                                              |
| The Scar of Shame                    | The Scar of Shame        | Harry Henderson și Lucia Lynn Moses                                                | Race film        |                                                          |
| Shanghaied                           | Ralph Ince               | Patsy Ruth Miller, Gertrude Astor                                                  | Silent           | FBO                                                      |
| The Sea Tiger                        | John Francis Dillon      | Milton Sills, Mary Astor, Alice White                                              | Dramatic         | First National                                           |
| The Secret Studio                    | Victor Schertzinger      | Olive Borden, John Holland                                                         | Dramatic         | Fox Film                                                 |
| See You in Jail                      | Joseph Henabery          | Jack Mulhall, Alice Day, Crauford Kent                                             | Comedie          | First National                                           |
| Senorita                             | Clarence G. Badger       | Bebe Daniels, James Hall                                                           | Comedie          | Paramount                                                |
| Sensation Seekers                    | Lois Weber               | Billie Dove, Huntley Gordon                                                        | Romance          | Universal                                                |
| Serenade                             | Harry d'Abbadie d'Arrast | Adolphe Menjou, Kathryn Carver                                                     | Dramatic         | Paramount                                                |
| Service for Ladies                   | Harry d'Abbadie d'Arrast | Adolphe Menjou, Kathryn Carver                                                     | Comedie          | Paramount                                                |
| Set Free                             | Arthur Rosson            | Art Acord, Olive Hasbrouck                                                         | Western          | Universal                                                |
| The Shamrock and the Rose            | Jack Nelson              | Mack Swain, Olive Hasbrouck, Edmund Burns                                          | Comedie          | Independent                                              |
| Shanghai Bound                       | Luther Reed              | Richard Dix, Mary Brian                                                            | Adventure        | Paramount                                                |
| Shanghaied                           | Ralph Ince               | Patsy Ruth Miller, Gertrude Astor                                                  | Dramatic         | FBO                                                      |
| She's a Sheik                        | Clarence G. Badger       | Bebe Daniels, Richard Arlen, William Powell                                        | Comedie          | Paramount                                                |
| Shootin' Irons                       | Richard Rosson           | Jack Luden, Sally Blane                                                            | Western          | Paramount                                                |
| The Show                             | Tod Browning             | John Gilbert, Renee Adoree, Lionel Barrymore                                       | Dramatic         | MGM                                                      |
| The Show Girl                        | Charles J. Hunt          | Mildred Harris, Gaston Glass                                                       | Dramatic         | Rayart                                                   |
| The Silent Hero                      | Duke Worne               | Robert Frazer, Edna Murphy                                                         | Action           | Rayart                                                   |
| The Silent Rider                     | Lynn Reynolds            | Hoot Gibson, Blanche Mehaffey, Ethan Laidlaw                                       | Western          | Universal                                                |
| Silk Legs                            | Arthur Rosson            | Madge Bellamy, James Hall                                                          | Comedie          | Fox Film                                                 |
| Silk Stockings                       | Wesley Ruggles           | Laura La Plante, John Harron                                                       | Comedie          | Universal                                                |
| Silver Comes Through                 | Lloyd Ingraham           | Fred Thomson, Edna Murphy                                                          | Western          | FBO                                                      |
| The Silver Slave                     | Howard Bretherton        | Irene Rich, Audrey Ferris, Holmes Herbert                                          | Dramatic         | Warner Bros.                                             |
| Silver Valley                        | Benjamin Stoloff         | Tom Mix, Dorothy Dwan                                                              | Action           | Fox Film                                                 |
| Simple Sis                           | Herman C. Raymaker       | Louise Fazenda, Clyde Cook, Myrna Loy                                              | Comedie Dramatic | Warner Bros.                                             |
| Sinews of Steel                      | Frank O'Connor           | Alberta Vaughn, Gaston Glass, Anders Randolf                                       | Dramatic         | Independent                                              |
| Singed                               | John Griffith Wray       | Blanche Sweet, Warner Baxter                                                       | Dramatic         | Fox Film                                                 |
| The Siren                            | Byron Haskin             | Tom Moore, Dorothy Revier                                                          | Dramatic         | Columbia                                                 |
| Skedaddle Gold                       | Richard Thorpe           | Hal Taliaferro, Bob Burns                                                          | Western          | Pathé Exchange                                           |
| Slaves of Beauty                     | John G. Blystone         | Olive Tell, Holmes Herbert, Earle Foxe                                             | Comedie Dramatic | Fox Film                                                 |
| Slide, Kelly, Slide                  | Edward Sedgwick          | William Haines, Sally O'Neil                                                       | Comedie          | MGM                                                      |
| Slightly Used                        | Archie Mayo              | May McAvoy, Conrad Nagel, Robert Agnew                                             | Comedie          | Warner Bros.                                             |
| The Slingshot Kid                    | Louis King               | Buzz Barton, Jean Fenwick                                                          | Western          | FBO                                                      |
| The Small Bachelor                   | William A. Seiter        | Barbara Kent, George Beranger                                                      | Comedie          | Universal                                                |
| Smile, Brother, Smile                | John Francis Dillon      | Jack Mulhall, Dorothy Mackaill, Philo McCullough                                   | Comedie          | First National                                           |
| Snowbound                            | Phil Goldstone           | Betty Blythe, Robert Agnew                                                         | Comedie          | Tiffany                                                  |
| The Soda Water Cowboy                | Richard Thorpe           | Hal Taliaferro, Slim Whitaker                                                      | Western          | Pathé Exchange                                           |
| Soft Cushions                        | Edward F. Cline          | Douglas MacLean, Sue Carol                                                         | Comedie          | Paramount                                                |
| Somewhere in Sonora                  | Albert S. Rogell         | Ken Maynard, Kathleen Collins                                                      | Western          | First National                                           |
| The Sonora Kid                       | Robert De Lacey          | Tom Tyler, Peggy Montgomery, Billie Bennett                                        | Western          | FBO                                                      |
| Sorrell and Son                      | Herbert Brenon           | H. B. Warner, Anna Q. Nilsson, Louis Wolheim, Alice Joyce, Nils Asther, Mary Nolan | Dramatic         | United Artists. Academy Award for Best Directing nominee |
| South Sea Love                       | Ralph Ince               | Patsy Ruth Miller, Lee Shumway                                                     | Dramatic         | FBO                                                      |
| Special Delivery                     | Fatty Arbuckle           | Eddie Cantor, Jobyna Ralston, William Powell                                       | Comedie          | Paramount                                                |
| Speeding Hoofs                       | Louis Chaudet            | Dick Hatton, Elsa Benham                                                           | Western          | Rayart                                                   |
| Speedy Smith                         | Duke Worne               | Billy Sullivan, Hazel Deane                                                        | Sports           | Rayart                                                   |
| Splitting the Breeze                 | Robert De Lacey          | Tom Tyler, Harry Woods                                                             | Western          | FBO                                                      |
| Spoilers of the West                 | W. S. Van Dyke           | Tim McCoy, Marjorie Daw                                                            | Western          | MGM                                                      |
| The Spotlight                        | Frank Tuttle             | Esther Ralston, Neil Hamilton                                                      | Comedie          | Paramount                                                |
| Spring Fever                         | Edward Sedgwick          | William Haines, Joan Crawford                                                      | Romance          | MGM                                                      |
| Spuds                                | Edward Ludwig            | Larry Semon, Dorothy Dwan                                                          | Comedie          | Pathé Exchange                                           |
| Spurs and Saddles                    | Clifford Smith           | Art Acord, Fay Wray                                                                | Western          | Universal                                                |
| Stage Kisses                         | Albert H. Kelley         | Kenneth Harlan, Helene Chadwick                                                    | Dramatic         | Columbia                                                 |
| Stage Madness                        | Victor Schertzinger      | Virginia Valli, Tullio Carminati                                                   | Dramatic         | Fox Film                                                 |
| The Stolen Bride                     | Alexander Korda          | Billie Dove, Lloyd Hughes                                                          | Drama            | First National                                           |
| Stolen Pleasures                     | Phil Rosen               | Helene Chadwick, Gayne Whitman                                                     | Dramatic         | Columbia                                                 |
| Straight Shootin'                    | William Wyler            | Ted Wells, Lillian Gilmore                                                         | Western          | Universal                                                |
| Stranded                             | Phil Rosen               | Shirley Mason, William Collier Jr.                                                 |                  | [ 20 ]                                                   |
| Streets of Shanghai                  | Louis J. Gasnier         | Pauline Starke, Kenneth Harlan, Eddie Gribbon                                      | Drama            | Tiffany                                                  |
| The Student Prince in Old Heidelberg | Ernst Lubitsch           | Ramon Novarro, Norma Shearer, Gustav von Seyffertitz                               | Romantic Comedie | MGM                                                      |
| Sunrise: A Song of Two Humans        | F. W. Murnau             | George O'Brien, Janet Gaynor                                                       | Melodrama        | 4 nominalizări la Premiul Oscar                          |
| The Sunset Derby                     | Albert S. Rogell         | Mary Astor, William Collier Jr.                                                    | Dramatic         | First National                                           |
| Surrender                            | Edward Sloman            | Mary Philbin, Ivan Mozzhukhin                                                      | Dramatic         | Universal                                                |
| The Swell-Head                       | Ralph Graves             | Johnnie Walker, Eugenia Gilbert                                                    | Action           | Columbia                                                 |
| The Swift Shadow                     | Jerome Storm             | Sam Nelson, Milburn Morante                                                        | Action           | FBO                                                      |
| Swim Girl, Swim                      | Clarence G. Badger       | Bebe Daniels, James Hall                                                           | Comedie          | Paramount                                                |

## T
| Titlu                      | Regizor(i)          | Actori                                                | Gen               | Note                                            |
| -------------------------- | ------------------- | ----------------------------------------------------- | ----------------- | ----------------------------------------------- |
| Tarzan and the Golden Lion | J.P. McGowan        | James Pierce, Dorothy Dunbar, Edna Murphy             | Adventure         | FBO                                             |
| The Taxi Dancer            | Harry F. Millarde   | Joan Crawford, Owen Moore                             | Comedie           | MGM                                             |
| Taxi! Taxi!                | Melville W. Brown   | Edward Everett Horton, Marian Nixon, Burr McIntosh    | Comedie           | Universal                                       |
| Tea for Three              | Robert Z. Leonard   | Lew Cody, Aileen Pringle, Owen Moore                  | Comedie           | MGM                                             |
| Tearin' Into Trouble       | Richard Thorpe      | Hal Taliaferro, Olive Hasbrouck, Walter Brennan       | Western           | Pathé Exchange                                  |
| The Telephone Girl         | Herbert Brenon      | Madge Bellamy, Holbrook Blinn, Warner Baxter          | Dramatic          | Paramount                                       |
| Tell It to Sweeney         | Gregory La Cava     | Chester Conklin, George Bancroft                      | Comedie           | Paramount                                       |
| Temptations of a Shop Girl | Tom Terriss         | Betty Compson, Pauline Garon                          | Dramatic          | Independent                                     |
| Ten Modern Commandments    | Dorothy Arzner      | Esther Ralston, Neil Hamilton                         | Comedie           | Paramount                                       |
| The Tender Hour            | George Fitzmaurice  | Billie Dove, Ben Lyon, Montagu Love                   | Romance           | First National                                  |
| The Terror of Bar X        | Scott Pembroke      | Bob Custer, Ruby Blaine                               | Western           | FBO                                             |
| A Texas Steer              | Richard Wallace     | Will Rogers, Louise Fazenda, Ann Rork                 | Comedie           | First National                                  |
| The Thirteenth Hour        | Chester M. Franklin | Lionel Barrymore, Jacqueline Gadsdon                  | Mystery           | MGM                                             |
| The Thirteenth Juror       | Edward Laemmle      | Anna Q. Nilsson, Francis X. Bushman, Walter Pidgeon   | Mystery           | Universal                                       |
| Three Hours                | James Flood         | Corinne Griffith, John Bowers, Hobart Bosworth        | Dramatic          | First National                                  |
| Three Miles Up             | Bruce M. Mitchell   | Al Wilson, Ethlyne Clair                              | Action            | Universal                                       |
| Three's a Crowd            | Harry Langdon       | Harry Langdon, Gladys McConnell, Cornelius Keefe      | Comedie           | First National                                  |
| Thumbs Down                | Phil Rosen          | Creighton Hale, Wyndham Standing                      | Dramatic          | Independent                                     |
| Thunderbolt's Tracks       | J. P. McGowan       | Jack Perrin, Pauline Curley                           | Western           | Rayart                                          |
| The Tigress                | George B. Seitz     | Jack Holt, Dorothy Revier                             | Dramatic          | Columbia                                        |
| Tillie the Toiler          | Hobart Henley       | Marion Davies, Matt Moore, George K. Arthur           | Comedie           | MGM                                             |
| Time to Love               | Frank Tuttle        | Raymond Griffith, William Powell, Vera Voronina       | Comedie           | Paramount                                       |
| The Tired Business Man     | Allen Dale          | Raymond Hitchcock, Dot Farley, Margaret Quimby        | Comedie           | Tiffany                                         |
| Tom's Gang                 | Robert De Lacey     | Tom Tyler, Sharon Lynn, Frankie Darro                 | Western           | FBO                                             |
| Too Many Crooks            | Fred C. Newmeyer    | Mildred Davis, Lloyd Hughes                           | Comedie           | Paramount                                       |
| Topsy and Eva              | Del Lord            | Rosetta Duncan, Vivian Duncan, Gibson Gowland         | Comedie           | United Artists                                  |
| Tracked by the Police      | Ray Enright         | Rin Tin Tin, Jason Robards Sr., Virginia Browne Faire | Adventure         | Warner Bros.                                    |
| Tumbling River             | Lewis Seiler        | Tom Mix, Dorothy Dwan                                 | Western           | Fox Film                                        |
| Turkish Delight            | Paul Sloane         | Julia Faye, Rudolph Schildkraut                       | Comedie           | PDC                                             |
| Twelve Miles Out           | Jack Conway         | John Gilbert, Joan Crawford, Paulette Duval           | Adventure         | MGM                                             |
| Two Arabian Knights        | Lewis Milestone     | William Boyd, Mary Astor, Louis Wolheim, Ian Keith    | Comedie Adventure | United Artists. 1 nominalizare la Premiul Oscar |
| Two Flaming Youths         | John Waters         | W. C. Fields, Chester Conklin, Mary Brian             | Comedie           | Paramount                                       |
| Two Girls Wanted           | Alfred E. Green     | Janet Gaynor, Glenn Tryon                             | Comedie           | Fox Film                                        |
| Two-Gun of the Tumbleweed  | Leo D. Maloney      | Josephine Hill, Lew Meehan                            | Western           | Pathé Exchange                                  |

## U
| Titlu                   | Regizor(i)          | Actori                                                   | Gen      | Note                                       |
| ----------------------- | ------------------- | -------------------------------------------------------- | -------- | ------------------------------------------ |
| Uncle Tom's Cabin       | Harry A. Pollard    | Margarita Fischer, Arthur Edmund Carewe, George Siegmann | Dramatic | Universal                                  |
| The Understanding Heart | Jack Conway         | Joan Crawford, Rockliffe Fellowes, Carmel Myers          | Dramatic | MGM                                        |
| Underworld              | Josef von Sternberg | George Bancroft, Evelyn Brent, Clive Brook               | Crime    | Paramount. 1 nominalizare la Premiul Oscar |
| Uneasy Payments         | David Kirkland      | Alberta Vaughn, Gino Corrado, Betty Francisco            | Comedie  | FBO                                        |
| The Unknown             | Tod Browning        | Lon Chaney, Joan Crawford                                | Horror   | MGM                                        |
| Upstream                | John Ford           | Nancy Nash, Earle Foxe                                   | Comedie  | Fox Film                                   |

## V
| Titlu                    | Regizor(i)      | Actori                                           | Gen       | Note           |
| ------------------------ | --------------- | ------------------------------------------------ | --------- | -------------- |
| Vanity                   | Donald Crisp    | Leatrice Joy, Alan Hale                          | Dramatic  | PDC            |
| The Valley of Hell       | Clifford Smith  | Francis McDonald, Edna Murphy                    | Western   | MGM            |
| The Valley of the Giants | Charles Brabin  | Milton Sills, Doris Kenyon                       | Adventure | First National |
| Venus of Venice          | Marshall Neilan | Constance Talmadge, Antonio Moreno, Hedda Hopper | Comedie   | First National |
| Very Confidential        | James Tinling   | Madge Bellamy, Mary Duncan                       | Comedie   | Fox Film       |

## W
| Titlu                       | Regizor(i)           | Actori                                                           | Gen              | Note                                       |
| --------------------------- | -------------------- | ---------------------------------------------------------------- | ---------------- | ------------------------------------------ |
| Wages of Conscience         | John Ince            | Herbert Rawlinson, Grace Darmond                                 | Dramatic         | Independent                                |
| Wandering Girls             | Ralph Ince           | Dorothy Revier, Eugenie Besserer                                 | Silent           | Columbia                                   |
| The War Horse               | Lambert Hillyer      | Buck Jones, Lola Todd                                            | War Dramatic     | Fox Film                                   |
| The Warning                 | George B. Seitz      | Jack Holt, Dorothy Revier                                        | Action           | Columbia                                   |
| The Way of All Flesh        | Victor Fleming       | Emil Jannings, Belle Bennett, Phyllis Haver                      | Melodrama        | Paramount. 1 nominalizare la Premiul Oscar |
| Wedding Bills               | Erle C. Kenton       | Raymond Griffith, Hallam Cooley                                  | Comedie          | Paramount                                  |
| We're All Gamblers          | James Cruze          | Thomas Meighan, Marietta Millner, Cullen Landis                  | Dramatic         | Paramount                                  |
| West Point                  | Edward Sedgwick      | William Haines, Joan Crawford                                    | Dramatic         | MGM                                        |
| Western Courage             | Ben F. Wilson        | Dick Hatton, Elsa Benham                                         | Western          | Rayart                                     |
| The Western Rover           | Albert S. Rogell     | Art Acord, Ena Gregory                                           | Western          | Universal                                  |
| The Western Whirlwind       | Albert S. Rogell     | Jack Hoxie, Margaret Quimby                                      | Western          | Universal                                  |
| What Every Girl Should Know | Charles Reisner      | Patsy Ruth Miller, Ian Keith, Carroll Nye                        | Romance          | Warner Bros.                               |
| What Happened to Father?    | John G. Adolfi       | Warner Oland, Florence Fair, William Demarest                    | Comedie          | Warner Bros.                               |
| The Wheel of Destiny        | Duke Worne           | Forrest Stanley, Georgia Hale, Miss DuPont                       | Dramatic         | Rayart                                     |
| When a Dog Loves            | J. P. McGowan        | Harold Goodwin, Helen Foster                                     | Dramatic         | FBO                                        |
| When a Man Loves            | Alan Crosland        | John Barrymore, Dolores Costello, Warner Oland                   | Historical drama | Warner Bros.                               |
| When Seconds Count          | Oscar Apfel          | Billy Sullivan, Mildred June                                     | Dramatic         | Rayart                                     |
| Where North Holds Sway      | Bennett Cohen        | Jack Perrin, Pauline Curley                                      | Action           | Rayart                                     |
| The Whirlwind of Youth      | Rowland V. Lee       | Lois Moran, Vera Veronina                                        | Dramatic         | Paramount                                  |
| Whispering Sage             | Scott R. Dunlap      | Buck Jones, Natalie Joyce                                        | Western          | Fox Film                                   |
| White Flannels              | Lloyd Bacon          | Virginia Brown, Louise Dresser, Jason Robards Sr.                | MeloDramatic     | Warner Bros.                               |
| White Gold                  | William K. Howard    | Jetta Goudal, George Bancroft                                    | Western          | PDC                                        |
| White Pants Willie          | Charles Hines        | Johnny Hines, Leila Hyams                                        | Comedie          | First National                             |
| White Pebbles               | Richard Thorpe       | Hal Taliaferro, Olive Hasbrouck                                  | Western          | Pathé Exchange                             |
| Wild Beauty                 | Henry MacRae         | June Marlowe, Scott Seaton                                       | Western          | Universal                                  |
| Wild Born                   | Edward R. Gordon     | Kermit Maynard, Ruby Blaine                                      | Western          | Rayart                                     |
| Wild Geese                  | Phil Goldstone       | Belle Bennett, Russell Simpson, Eve Southern                     | Dramatic         | Tiffany                                    |
| Wings                       | William A. Wellman   | Clara Bow, Charles "Buddy" Rogers, Richard Arlen, Jobyna Ralston | War              | Paramount. 2 nominalizări la Premiul Oscar |
| Winners of the Wilderness   | W. S. Van Dyke       | Tim McCoy, Joan Crawford                                         | Western          | MGM                                        |
| The Wise Wife               | E. Mason Hopper      | Phyllis Haver, Tom Moore, Jacqueline Logan                       | Comedie          | Pathé Exchange                             |
| The Wizard                  | Richard Rosson       | Edmund Lowe, Leila Hyams, Gustav von Seyffertitz                 | Horror           | Fox Film                                   |
| Wolf Fangs                  | Lewis Seiler         | Caryl Lincoln, Charles Morton                                    | Adventure        | Fox Film                                   |
| Wolf's Clothing             | Roy Del Ruth         | Monte Blue, Patsy Ruth Miller, John Miljan                       | Comedie          | Warner Bros.                               |
| Wolf's Trail                | Francis Ford         | Edmund Cobb, Dixie Lamont                                        | Western          | Universal                                  |
| The Woman on Trial          | Mauritz Stiller      | Pola Negri, Einar Hanson                                         | Dramatic         | Paramount                                  |
| Woman's Law                 | Dallas M. Fitzgerald | Pat O'Malley, Lillian Rich                                       | Dramatic         | Independent                                |
| Women Love Diamonds         | Edmund Goulding      | Pauline Starke, Owen Moore, Lionel Barrymore                     | Dramatic         | MGM                                        |
| Women's Wares               | Arthur Gregor        | Evelyn Brent, Bert Lytell                                        | Romance          | Tiffany                                    |
| The World at Her Feet       | Luther Reed          | Florence Vidor, Arnold Kent                                      | Comedie          | Paramount                                  |
| The Wreck                   | William James Craft  | Shirley Mason, Malcolm McGregor                                  | Dramatic         | Columbia                                   |
| The Wreck of the Hesperus   | Elmer Clifton        | Sam De Grasse, Virginia Bradford, Francis Ford, Alan Hale        | Adventure        | Pathé Exchange                             |
| The Wrong Mr. Wright        | Scott Sidney         | Jean Hersholt, Enid Bennett, Dorothy Devore                      | Comedie          | Universal                                  |

## Y
| Titlu              | Regizor(i)     | Actori                                                 | Gen       | Note        |
| ------------------ | -------------- | ------------------------------------------------------ | --------- | ----------- |
| The Yankee Clipper | Rupert Julian  | William Boyd, Elinor Fair, Junior Coghlan, John Miljan | Adventure | PDC         |
| Your Wife and Mine | Frank O'Connor | Phyllis Haver, Stuart Holmes                           | Comedie   | Independent |
| Yours to Command   | David Kirkland | George O'Hara, Shirley Palmer                          | Comedie   | FBO         |

## Scurtmetraje
| Titlu                   | Regizor(i)        | Actori                                  | Gen           | Note              |
| ----------------------- | ----------------- | --------------------------------------- | ------------- | ----------------- |
| The Honorable Mr. Buggs | Fred Jackman      | Matt Moore, Anna May Wong, Oliver Hardy | Comedie       |                   |
| Peaceful Oscar          | Fatty Arbuckle    | Lloyd Hamilton                          | Comedie       |                   |
| Why Girls Love Sailors  | Fred Guiol        | Stan Laurel, Oliver Hardy               | Comedie       |                   |
| Yale vs. Harvard        | Robert F. McGowan | Our Gang kids                           | Comedie short | Our Gang 2-reeler |